# Ава (місто)

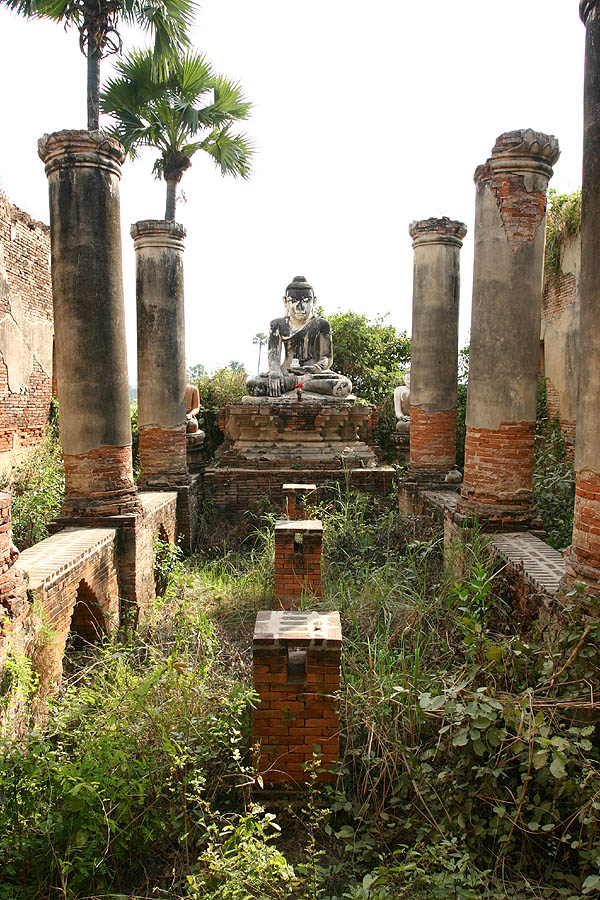
Руїни міста Ава.

Ава (Інва) (бірм. အင္း ဝမ္ ရုိ|MLCTS=ang: wa. mrui.) — історичне місто в М'янмі, у минулому столиця однойменної держави.

## Географія
У наші дні  — незначний населений пункт. Розташований поблизу Мандалаю, у Верхній Бірмі.

## Пам'ятки
- Монастир Маха Аунме Бонзан, побудований дружиною короля Бодопая в 1818.
- Вежа Нам'ін 27-метрової висоти, єдине, що залишилося від палацу.
- Меморіал американського місіонера Адонірама Джадсона.
- Ступа Хтіхлайн Шин Пайя (XI століття).
- Міст Ави, побудований англійцями в 1934 через Іраваді.